# Limoise
Limoise és un municipi francès, situat al departament de l'Alier i a la regió d'Alvèrnia-Roine-Alps. L'any 2007 tenia 170 habitants.

## Demografia

### Població
El 2007 la població de fet de Limoise era de 170 persones. Hi havia 72 famílies de les quals 24 eren unipersonals (16 homes vivint sols i 8 dones vivint soles), 20 parelles sense fills, 24 parelles amb fills i 4 famílies monoparentals amb fills.
La població ha evolucionat segons el següent gràfic:
Habitants censats

### Habitatges
El 2007 hi havia 94 habitatges, 72 eren l'habitatge principal de la família, 17 eren segones residències i 5 estaven desocupats. 89 eren cases i 5 eren apartaments. Dels 72 habitatges principals, 51 estaven ocupats pels seus propietaris, 18 estaven llogats i ocupats pels llogaters i 3 estaven cedits a títol gratuït; 2 tenien una cambra, 6 en tenien dues, 16 en tenien tres, 23 en tenien quatre i 25 en tenien cinc o més. 53 habitatges disposaven pel capbaix d'una plaça de pàrquing. A 32 habitatges hi havia un automòbil i a 31 n'hi havia dos o més.

### Piràmide de població
La piràmide de població per edats i sexe el 2009 era:
| Homes | Edats   | Dones |
| ----- | ------- | ----- |
| 0     | 95 o +  | 0     |
| 0     | 90 a 94 | 0     |
| 4     | 85 a 89 | 4     |
| 0     | 80 a 84 | 0     |
| 4     | 75 a 79 | 0     |
| 4     | 70 a 74 | 16    |
| 4     | 65 a 69 | 0     |
| 4     | 60 a 64 | 4     |
| 4     | 55 a 59 | 8     |
| 0     | 50 a 54 | 8     |
| 4     | 45 a 49 | 4     |
| 8     | 40 a 44 | 8     |
| 4     | 35 a 39 | 8     |
| 0     | 30 a 34 | 4     |
| 4     | 25 a 29 | 4     |
| 4     | 20 a 24 | 4     |
| 12    | 15 a 19 | 0     |
| 8     | 10 a 14 | 8     |
| 0     | 5 a 9   | 16    |
| 0     | 0 a 4   | 4     |

## Economia
El 2007 la població en edat de treballar era de 114 persones, 77 eren actives i 37 eren inactives. De les 77 persones actives 74 estaven ocupades (42 homes i 32 dones) i 3 estaven aturades (1 home i 2 dones). De les 37 persones inactives 12 estaven jubilades, 17 estaven estudiant i 8 estaven classificades com a «altres inactius».

### Ingressos
El 2009 a Limoise hi havia 69 unitats fiscals que integraven 146,5 persones, la mediana anual d'ingressos fiscals per persona era de 15.982 €.

### Activitats econòmiques
Dels 4 establiments que hi havia el 2007, 1 era d'una empresa de fabricació d'altres productes industrials, 1 d'una empresa de construcció, 1 d'una empresa de comerç i reparació d'automòbils i 1 d'una empresa de serveis.
Dels 2 establiments de servei als particulars que hi havia el 2009, 1 era un taller de reparació d'automòbils i de material agrícola i 1 fusteria.
L'any 2000 a Limoise hi havia 16 explotacions agrícoles que ocupaven un total de 1.296 hectàrees.

## Poblacions més properes
El següent diagrama mostra les poblacions més properes.